# Sjivve
In het jodendom is de sjivve, sjiva of sjiwwe (Hebreeuws: שבעה ; letterlijk: zeven) de zevendaagse rouwperiode die volgt op een begrafenis.
Sjivve geldt voor de zeven verwanten in de eerste graad: vader, moeder, zoon, dochter, broer, zus en echtgenoot/echtgenote; dus niet voor grootouders en kleinkinderen. In deze rouwperiode worden de dagelijkse activiteiten van de rouwenden onderbroken en "zit" men sjivve, op een krukje of een kussen op de grond. Bij de sjivve wordt zeven dagen lang niet gewerkt, men mag geen leren schoenen of sieraden dragen en zich niet verkleden. Tijdens de begrafenis scheuren rouwenden vaak een kledingstuk (blouse, jasje of vest) dat tijdens de sjivve wordt gedragen, of dragen een gescheurd zwart lint.
Familieleden en kennissen komen tijdens de sjivve langs om de rouwenden te condoleren en brengen eten en drinken. Door het rouwbezoek voelen de rouwenden dat ze niet alleen zijn.
De sjivve begint met het eten van een met as bestrooid kippenei. De as staat symbool voor de rouw. Er vindt elke ochtend en avond een plechtigheid plaats in het huis van de rouwenden. Zij spreken dan het kaddisj uit, een gebed waarin God in zeer veel termen geprezen wordt, en dat vraagt om de snelle komst van de Messias. Er komt geen vermelding van overledenen in voor. Op de sabbat nemen de rouwenden deel aan de synagogedienst. Een jaartijdkaars (een kleine lamp) brandt in huis van de rouwenden om hen aan de overledene te herinneren.
De grafsteen (matseive) wordt in Israël op de dertigste dag ingewijd, in andere landen gebeurt dit pas na een jaar of juist al na een paar weken. Dit heeft te maken met hoe hard of zacht de ondergrond is.